# Hawthorn Leslie and Company
Pour les articles homonymes, voir Hawthorn et Leslie.
R. & W. Hawthorn Leslie and Company, Limited, plus simplement appelée Hawthorne Leslie, est une entreprise britannique de construction de navires et de locomotives. Fondée en 1886 dans la Tyneside, elle cesse de construire des navires en 1982.

## Histoire
Cette société de constructions mécaniques est née en 1886 de la fusion des ateliers navals A. Leslie and Co. d'Hebburn, et du constructeur de locomotives R & W Hawthorn, du faubourg St. Peter's de Newcastle upon Tyne. La branche « locomotives » a été revendue en 1937 à Robert Stephenson and Company, qui devint alors Robert Stephenson and Hawthorns Ltd.
Le navire le plus prestigieux sorti des usines de cette société est certainement le HMS Kelly, lancé en 1938 et commandé par Louis Mountbatten. En 1954, Les ateliers de construction de turbines et le chantier de carène ont été répartis entre deux filiales, Hawthorn Leslie (Shipbuilders) Ltd. and Hawthorn Leslie (Engineers) Ltd. ; puis en 1968, les chantiers navals ont fusionné avec ceux de Swan Hunter et de Vickers Naval Yard pour former Swan Hunter & Tyne Shipbuilders.
Les chantiers navals et le bureau d'études ont été nationalisés et fusionnés avec British Shipbuilders en 1977 ; En 1979, la branche Moteurs a fusionné avec George Clark & NEM, nationalisée à son tour, pour former Clark Hawthorn.
Les chantiers navals d'Hebburn ont fermé définitivement en 1982, vendus aux chantiers navals Cammell Laird puis rachetés par A&P Group en 2001 et laissés à l'abandon ; quant à la compagnie, coupée de ses activités d'origine, elle s'est diversifiée dans la téléphonie. Au mois de mars 1993, Vodafone a fait une offre publique d'achat.

## Navires construits
Cette liste est non exhaustive
Porte-avions
- HMS Triumph

Croiseurs
- HMS Calypso
- HMS Carysfort
- HMS Champion
- HMS Cleopatra
- HMS Manchester
- HMS Naiad
- HMS Sussex

Frégates
- HMS Argonaut
- NRP Afonso de Albuquerque

Destroyers
- HMS Active
- HMS Agincourt
- HMS Alamein
- HMS Antelope
- HMS Armada
- HMS Blean
- HMS Boadicea
- HMS Boyne
- HMS Cheerful
- HMS Derwent
- HMS Doon
- HMS Eden
- HMS Electra
- HMS Encounter
- HMS Greyhound
- HMS Imogen
- HMS Imperial
- HMS Jackal
- HMS Jervis
- HMS Kale
- HMS Kelly
- HMS Legion
- HMS Lightning
- HMS Mansfield
- HMS Marksman
- HMS Mentor
- HMS Montrose
- HMS Pathfinder
- HMS Pigeon
- HMS Plover
- HMS Quail
- HMS Quilliam
- HMS Saintes
- HMS Sarpedon
- HMS Scourge
- HMS Starfish
- HMS Stork
- HMS Stuart
- HMS Talisman
- HMS Tenedos
- HMS Termagant
- HMS Thanet
- HMS Thisbe
- HMS Thracian
- HMS Thruster
- HMS Tigress
- HMS Trident
- HMS Turbulent
- HMS Verdun
- HMS Versatile
- HMS Verulam
- HMS Warwick
- HMS Waveney
- HMS Zulu